# 小熊達弥
小熊 達弥（こぐま たつや）は、日本のキーボードプレーヤー、サウンドアーティストである。

## 人物
東京生まれ、東京理科大学工学部建築学科卒、同大学院建築学科修士課程卒、一級建築士の資格を持つ。
1969年、第6回ヤマハエレクトーンコンクールで菊池ひみこと共に最高位優秀賞を受賞。1973年、財団法人ヤマハ音楽振興会エレクトーンプレーヤーとして契約し、その後1976年～1980年にヨーロッパ、北欧、東南アジア、南米など13カ国で演奏活動を行い各国で好評を博した。その後も国内外で演奏指導活動を行い1999年に契約終了。
1977年～1999年、専門学校東京コンセルヴァトワール尚美でエレクトーン部門講師として奉職。ルイルイ・ハルディ・パンダナ、熊埜御堂可奈子をはじめとするエレクトーン演奏者、指導者が多数輩出。また、尚美主導の各種コンサート、イベント、著作も多数。
1980年、旧平河町全共連（全国共済農業組合連合）ビルで銀座松屋（株式会社松屋）の子会社、アターブル松屋が展開する披露宴会場『平河町松屋サロン』に本格進出。披露宴会場における演奏者派遣、音響再生オペレーター派遣、披露宴オリジナル音源リース、披露宴会場音響企画設計等を行う。
1983年、エレクトロニクスキーボードと音響の可能性を追求すべく、中野に自ら24ch.オタリマルチトラックレコーダーを中心としたメジャーレコーディングスタジオと完全互換性を有するスタジオを開設。その後2000年には業務用ProToolsシステムによるオールデジタルスシステムにヴァージョンアップ。スタジオには各種デジタル音響機器、多種多様なキーボード、数万種のデジタル音色がセットアップされており、特に3D音響に関しては日本でも最も進んだ音響システムを有し映画、TV、ライブ、CDコンテンツ等において3D音響のパイオニアとして数々の実績を積み重ねている。
1985年、昭和の代表的作曲家音楽家、内藤法美（妻は越路吹雪）の依頼により東京、大阪で開催の鴻池組新社長就任イベントで内藤法美オーケストラにエレクトーンFX-1で参加。その流れで当時内藤法美のマネージャーだった若林峑生（現内藤音楽事務所会長）、当時東芝EMI学芸部部長の佐藤方紀（桐朋音楽大学創設者の一人、井口基成の妹、ピアニストでありピアノ教育家の井口愛子の子息）、ドリフターズ関連作品作曲、マンドリン楽曲編曲多数の作編曲家、たかしまあきひこと共に音楽事務所、株式会社ミューズに役員として資本参加。その流れで (有)サウンドインターフェイスは最先端のレコーディングシステム、最高級シンセサイザー十数台を擁する株式会社ミューズの音響スタジオ部門として設立された。
1986年、平河町松屋サロンリニューアル音響設備設計施工、1987年東京大神宮音響設備設計施工、同オリジナル音源リース、音響再生オペレーター派遣開始、1989年江戸川区民センターオリジナル音源リース、音響再生オペレーター派遣開始、銀座エノテーカ・ピンキオーリブライダル奏者派遣開始、1995年お台場カンティネッタ披露宴会場音響企画設計施工、音響再生オペレーター派遣開始。そのような流れで現在も東京大神宮にて披露宴演奏者派遣、音響再生オペレーター派遣、DVD再生オペレーター派遣、村上音楽事務所管轄の披露宴会場にて音響再生オペレーター派遣を継続中。
1990年～1999年、旧ジャスコ（現イオン）展開のカルチャーアイテムショップ『株式会社ブックバーン』の専任コンサルタントに就任、特にCDコンテンツの解説、販売実績の動向分析、全国ショップの品揃え、ポップ表示等の活動を行う。
演奏作編曲活動から、音響制作、音響設計、音響企画、演奏者、音響オペレーター派遣に至る音響音楽の多様なシーンで独創的な活動を続けているサウンドアーティストである。

## 主要制作履歴
1969年
第6回ヤマハエレクトーンコンクール、菊池ひみこと共に最高位優秀賞。
1977年
ヤマハエレクトーンプレーヤーとして、1977年〜1980年にヨーロッパ、北欧、東南アジア、南米など13カ国で演奏活動を行う。
1979年
日本のフュージョンバンド、カシオペアをバックで自らプロデュースしたオリジナルアルバム『スパイアラルフュージョン』を発表。東芝EMI TP-60352。その後もカシオペアバックの国内演奏活動多数。
1980年
松竹映画、野村芳太郎監督、芥川也寸志音楽監督『震える舌』のシンセサイザー音響音楽担当。後の2017年、松竹120周年オリジナル・サウンドトラック化映画に選定され、『震える舌』オリジナル・サウンドトラックCDとして松竹よりリリース。
1982年
東芝EMIより、エレクトーンープレーヤー、小熊達弥、塚山エリコ、南部昌江、幅しげみ、日野正男エレクトーン演奏の5枚組レコード『エレクトーンポピュラー大全集、ニューラブサウンズ』 をプロデュース。1万セット以上を売上げ、1983年東芝EMIよりゴールドディスクヒット賞として認定表彰される。
1983年
芸術祭賞受賞の舞踏家・安藤哲子主催、安藤哲子ユニークバレー団リサイタル公演『白鯨、モービーディック』（芸術監督 三島 彰、舞踏監督 安藤哲子、主演 田中 泯）に参加。小熊は音響音楽を担当しシンセサイザー組曲を制作。当日もエレクトーン演奏を行う。1986年に再演された。
1984年
エレクトーン大全集、小熊達弥プロデュース（東芝EMI制作、LPレコード23枚、カセットテープ12本、曲集5冊、解説書1冊、定価126,000円）。エレクトーン全盛期のエレクトーンプレーヤー演奏の集大成。この大全集の解説書中『はじめに』に寄せられた斉藤英美の言葉。『エレクトーン誕生後、25年目を迎えて発売される、このエレクトーン大全集の意味は、たいへん大きなものがあります。この全集に収録されたメンバーの皆さんはそれぞれ一流のアーティストばかりです。エレクトーン界のオリンピックとしての意味がこの大全集のすべてを物語っている気がします。〜』
1985年
つくば万博（国際科学技術博覧会）協賛で建設された『コズミックホール』ミノルタプラネタリウムの上演プログラムのための10次元超立体音響の音響音楽制作。NHK美術センターのプロデューサー・内藤敏男のプロデュースにより同プラネタリウムオリジナル松本零士アニメ作品『アレイの鏡』音響制作。その後、春夏秋のプラネタリウムプログラムの音響音楽制作を行う。博覧会終了後約10年にわたり同プログラムは継続使用。現在同プラネタリウムは最新のデジタルシステムに生まれ変わり現在も稼働中。
1988年
'88さいたま博覧会ではエレクトロニクス館IBMブースの音楽制作及音響コーディネイトを行う。
奈良シルクロード博覧会、横河パビリオン『水と光と音のアートシアター』に於ける音楽制作及音響コーディネイトを行う。デジタルコントロール電磁弁による噴水ダンスにシンクロする音響音楽を奈良正倉院所蔵シルクロード琵琶の音律、ギリシャ時代の幻の楽器、水オルガンシミュレーションによる音響音楽制作。この後、横河電気のテーマサウンドとして長期間使用された。
1989年
国際博覧会としての横浜博覧会ミートミート館における食をテーマとしたマジカルパフォーマンス用音楽制作及デジタル音響システムを構築。インスタレーションパフォーマンスに合わせてサウンド及びビートがライブリアルタイムに変動。当時としては画期的システムを構築した。日本ではじめて3D音響処理による「ビンの中のメッセージ」という衝撃的なドラマを完成させJ-WAVEでオンエア。2つのスピーカーで前後上下左右の音場をスピーカー外に再現する3D音響MIXと3Dマイク『アーへナコプフ・ダミーヘッドマイクロフォン』による鍾乳洞の空間録音による『百億年の交響詩』を東芝EMIからリリース。楽曲部分のシンセサウンドは当時のエレクトーン最高級機種HX-1で、もはやエレクトーンのイメージを脱却したオルガン型シンセとなる。写真家浅井慎平プロデュースによるもので、この後も同氏のプロデュースでCDを2枚を制作する。日本で初めての商品としての3DCDである。
1990年
これまでの経緯の中でローランドテクノロジーの究極の音場プロセッサー「ローランド RSSシステム」一式（当時のBMW一台分の価格、単品音響機器としては最高価格）を導入し、この成果を集大成した『ニューメディアクラシック“フランス小品群による空間音楽”』MW-056を、リットウミュージックより同社のMIDIワールド対応CD-ROMソフトとしてリリースする。これは世界で初めて1枚のCD盤の中に音声情報とMIDI演奏情報を混在させ、しかもその音声部分に小熊制作の3D音響が最大限使われているというソフトである。
1994年
幕張新都心の新築の超高層イオンジャスコビルのアトリウムにおける3D音響デザインを行う。3D音響による風、せせらぎ、鳥の囀り等を3系統再生機のタイムラグリピートによりナチュラルな自然音を創出し、1月経っても同一の音にはならない。
スーパーカー・ジオットキャピスタの3Dレコーディング。
ヤマハ株式会社主催による全日本電子楽器教育研究会において『エレクトーン演奏表現に関する現状と諸考察』なる論文を発表。併せて同会場に於いて3D音場を実現したうえでの実験コンサートを尚美ブラスアンサンブル及びSEEとの共演で行う。
1995年
オタリRADAR24ch. デジタルハードディスクレコーダーを導入し名実共に24ch.デジタルレコーディングシステムを完成する。
同年7月、上述の新システムをフル活用しNHKプロモーションとの共同プロジェクトとして究極の音響作品、インタラクティヴ・ヴァーチャルリアリティードラマ『哀しい気持ち』を完成。これはヘッドフォン定位内で前後左右上下の定位感を実現させた3D音響ラジオドラマであるが、更にリスナーがパート別ストーリーを自由に選んで自らのオリジナルストーリーを構築できる、当時としては画期的なゲーミングシステムでNHKから高い評価を受ける。

## 1999年までのスタジオ機材
- メジャースタジオとの互換性を有する24ch・ハードディスクレコーダー
- 24ch・ミキシングコンソール
- MACコントロールによる3D音響システム
- ダミーヘッドマイクロフォンシステム

他、各種デジタル音響機器、キーボード多種

## 制作作品
制作LPレコード
1976年
- 『クロスオーバー・シンセサイザー/シンセサイザーの魅力 Vol.2』 - ミュージック・クリエーターズ、利根常昭プロデュース、テイチクユニオンUOP-6001

1977年
- 『牡丹灯籠・八代目林家正蔵』 - ミュージック・クリエーターズ、利根常昭プロデュース、RCA RVLー7102

1978年
- 『母船にて/スペース・メディテイション』 - ミュージック・クリエーターズ、利根常昭プロデュース、RCA RVLー7102
- 『無限宇宙の旅 U.P.O』メディテーション編集長 三澤豊プロデュース、CBS・SONY 25AG 467

1979年
- 『スパイアラル・フュージョン』 - カシオペアバックによる小熊達弥オリジナルデビューアルバム、東芝EMI TPI-60352

1980年
- 『ドン・キホーテの詩』 - ミゲル・デ・セルバンテスのドンキホーテに立脚した菅野光亮渾身の書き下ろしオリジナルJAZZ組曲LP、日本の代表的ビックバンド、ブルーコーツをバックに菅野光亮のPiano、小熊達弥のシンセサイザー、エレクトーン演奏、ワーナー・パイオニア M-12005A

1981年
- 『星の王子様/宇宙人のアンテナ踊り』 - 城野賢一ダンス教材、東芝EMI TS-4882
- 『エレクトーンポピュラー大全集/ニューラヴサウンズ』 - 5枚組LP全集、小熊達弥プロデュース、内1LP小熊達弥演奏、東芝EMI TP-60413～60417

1982年
- 『効果音楽集大成』 - 効果音楽50枚組EPレコード全集、59アイテム/471アイテムを小熊達弥が作曲演奏MIX、東芝EMI TWX-4001～4050
- 『大異変発生・その時あなたは』 - 相良説富士山大噴火シミュレーション・カセットテープ、シンセサイザー音響制作、東芝EMI ZF-18444

1983年
- 『青い花』 - 城野賢一ダンス教材、東芝EMI TS-4946

1984年
- 『エレクトーン大全集』 - 小熊達弥プロデュース、東芝EMI制作。エレクトーン全盛期のエレクトーンプレーヤー演奏の集大成。小熊達弥はLPレコード1/2面編曲演奏、カセット3本演奏、レジストチャート10数曲サンプル演奏、レコーディング立ち合いプロデュース、譜面、解説執筆等、東芝EMI HT-1001～1023、東芝EMI HZT-1001～1012
- 『愛がひとつ/ピリオド』 - ビロードオリジナル曲編曲レコーディング、カッティングマスタ制作、東芝EMI 4RS-1458

1985年
- 『小熊達弥/スペースメッセンジャー』 - エレクトーン曲集パーソナルアルバム『スペースメッセンジャー』準拠のLPレコード、東芝EMI TP-72429
- 『西村ユリ/ユリ・ザ・グレイスフル』 - プロデュース及びMIX、東芝EMI TP-72428

CD
1989年
- 『百億年の交響詩』 - 写真家・浅井慎平プロデュース、鍾乳洞の雫をダミーヘッド3D録音による日本で初めての3D音響CD、小熊達弥は高田みどり、田村洋と共に作曲演奏、当時最先端のエレクトーンHX-1使用、同MIX、東芝EMI-CZ32-9107

1990年
- 『NEW MEDIA CLASSIC/フランス小品群による空間音楽』 - ひとつのCD-ROMにCDフォーマット音声データ、MIDIデータを共存させリットーミュージックオリジナルのMIDIworldで発音させるまさしく先進のフォーマット、小熊達弥はサティ、フォーレ、ドビュッシー等フランス音楽11曲を演奏制作、MW-056

1991年
- 『Honolulu Sunset』 - 写真家・浅井慎平プロデュース、ホノルルの海岸波打ち際の音をダミーヘッドマイクで3D録音収録、ハワイの極上の音響空間をCD上で再現、浅井慎平の撮り下ろしのホノルル写真も数葉収納されたCDパッケージも話題、東芝EMI-TOCP-6199
- 『pulsation/地球星』 - 写真家浅井慎平プロデュース、鍾乳洞の雫をCD全編ダミーヘッド3D録音した究極の3D音響CD、東芝EMI-COCC-7162

1995年
- 『ALBUM OF CELLO FAVORITE』 - 星重昭プロデュース、チェリスト中島隆久のオリジナルアルバム、Piano星重昭、カセット録音を復刻3D化

2003年
- 『出逢い/プレゼンテーション vol.1』 - 作曲家・小森谷清によるオリジナルアルバム
- 『MINNIE THE MUCHA/水森亜土』 - イラストレーター・水森亜土によるジャズヴォーカルアルバム、MIX＆マスタリング、MIDI Creative CXCA-1128
- 『ねこ ふんじゃった』 - ねこふんじゃった研究家・宮本ルミ子プロデュース、さまざまな音楽様式、サウンドで編曲した11曲のうち小熊達弥はタイ風、インド風，タンゴ、シャンソン、ショパン風5曲担当、全曲マスタリング、MIDI inc.MDCL-1444

2004年
- 『集中力アップ』 - 音響データのメッセージにより無意識下でのサブリミナル効果を実現した音響CD、各曲は3D音響になっている。Della DMS-603

2005年
- 『韓流ヒーリング』 - 冬のソナタ、天国の階段、オールイン等13ストーリー、15曲の韓国ドラマBGMアルバム、全編打ち込み制作でありながら生演奏オーケストラサウンドを実現、Della ORV-501

2006年
- 『天草を唄う/宮崎勝昭』 - 天草のホテルオーナー・宮崎勝昭オリジナル詩作による天草演歌。編曲MIX&マスタリングを行う、コロンビア認定の演歌CD、Columbia GES-13630

2007年
- 『ねこ ふんじゃったの謎』 - ねこふんじゃった研究家・宮本ルミ子プロデュース。今までの多方面の音楽家によるさまざまの『ねこふんじゃった』20曲総集編、小熊達弥はタンゴ、シャンソンで参加、King Record KICG 3250

2008年
- 『そっと抱けば』 - 二胡奏者・海みのりによるオリジナルアルバム、日本で初めての二胡ダミーヘッド録音、各曲編曲MIX&マスタリング、タイトルの『そっと抱けば』は海みのりに捧げる小熊達弥の創作曲。
- 『音楽ってとってもロマンチックね』 - ピアニスト。青山三郎のクラシックアルバム。リサイタル等のホール録音を3D処理によりホール音響を再現、ジャケットデザインも担当、AOYAMA MUSIC OFFICE DF-1201

2014年
- 『My Song My Life』 - ソプラノ畑美枝子のリサイタル等ホール録音を3D処理によりホール音響を再現、CDジャケットデザイン、盤面デザイン、冊子編集担当、MHCD-0003

2015年
- 『賀茂齋院式子内親王の和歌』 - 伊能美智子ピアノ伴奏で畑美枝子歌唱、CDジャケットデザイン、盤面デザイン、冊子編集。
- 『Original Works Special Edition』 - エレクトーンコンクールグランプリ入賞の市川郁乃のオリジナルアルバム、3DMIX&マスタリング、CDジャケットデザイン、盤面デザイン

2016年
- 『震える舌/サウンドトラック』 - 1980年に野村芳太郎監督 芥川也寸志音楽監督で公開された映画で、小熊達弥はシンセサイザーによる音響音楽を制作。松竹120周年記念事業として当時サウンドトラック化されなかった映画のいくつかが新規にサウンドトラック化されることになり、この映画も選ばれた。松竹制作のCDパッケージ、盤面デザイン、冊子内で芥川音楽監督と共に記事として対等に取材される。disk union CINK-14

2017年
- 『こころのクスリ HUG/深美容子』 - 作詞家・藤公之介の詩によるオリジナルアルバム、作曲編曲、レコーディング、MIX&mマスタリング、CDジャケットデザイン、盤面デザイン、冊子編集も担当、XING MUSIC ENTERTAINMENT XMET-1002

2017年
- 『み垣の注連』 - 和歌山那智の郷神社群関連の森晴子プロデュース。同地域で歌い継がれてきた捧唱をソプラノ畑美枝子が歌唱。レコーディング、オーケストレーション、MIX&マスタリング、CDジャケットデザイン、盤面デザイン、冊子編集
- 『しあわせの王子と音楽の仲間たち』 - 聖愛会第3回コンサート、ライブレコーディングを3D復元によるMIX&マスタリング、ブリューゲル風CDジャケットデザイン、盤面デザイン、冊子編集

2019年
- 『SCARS』 - ソプラノ川口翠オリジナルアルバム、オペラ曲4曲に加え小熊達弥オリジナル曲『魂水（たまみ）』に作詞家藤公之介書き下ろし詩作を川口翠が歌唱、CDジャケットデザイン、盤面デザイン、冊子編集、翠0001
- 『弦と絃』 - 東日本大震災復興記念による星重明作曲、邦楽アンサンブル現地レコーディングを編集、MIX&マスタリング、CDジャケットデザイン、盤面デザイン、冊子編集、AC1123

2020年
- 『美しき天然』 - 和歌山那智の郷神社群関連の森晴子プロデュース。作詞：武島羽衣、作曲：田中穂積の120年前の曲で、日本の四季の美を歌い上げた10分にも及ぶ楽曲だが、昭和に入ってからはサーカスやチンドン屋で耳馴染みの曲。同曲を中編成規模の管弦楽曲として再度編曲オーケストレーション、MIX&マスタリング、CDジャケットデザイン、盤面デザイン、冊子編集

2022年
- 『竈山神社奉唱歌』 - 和歌山那智の郷神社群関連の森晴子プロデュース。『鬼滅の刃』の聖地ともなっている和歌山『竈山神社』の宮司3代に渡る奉唱詩を現宮司が歌唱。後追いで大河ドラマ級のオーケストラ、雅楽アンサンブル共演のサウンドを作成、MIX&マスタリング、CDジャケットデザイン、盤面デザイン、冊子編集